# حجل الرمال
حجل الرمال هو جنس صغير من فصيلة التدرجية من رتبة الدجاجيات. يحتوي على نوعين متشابهين:
- حجل سي سي
- حجل رملي

يعيش حجل سي سي في جنوب غرب آسيا، والحجل الرملي في مصر والشرق الأوسط.